# Unione Sportiva Pistoiese 1962-1963
Questa pagina raccoglie le informazioni riguardanti l'Unione Sportiva Pistoiese nelle competizioni ufficiali della stagione 1962-1963.

## Rosa
| N. |                   | Ruolo | Calciatore            |
| -- | ----------------- | ----- | --------------------- |
|    | Italia (bandiera) | C     | Achille Baldini       |
|    | Italia (bandiera) | C     | Paolo Bessi           |
|    | Italia (bandiera) | C     | Renzo Carpini         |
|    | Italia (bandiera) | D     | Roberto Chesini       |
|    | Italia (bandiera) | P     | Chiavacci             |
|    | Italia (bandiera) | A     | Dalla Gora            |
|    | Italia (bandiera) | D     | Piergiorgio Ducceschi |
|    | Italia (bandiera) | D     | Pasquale Malvolti     |
|    | Italia (bandiera) | A     | Roberto Mangani       |
|    | Italia (bandiera) | D     | Mario Mori            |

| N. |                   | Ruolo | Calciatore           |
| -- | ----------------- | ----- | -------------------- |
|    | Italia (bandiera) | C     | Fabrizio Nicoletti   |
|    | Italia (bandiera) | C     | Alberto Novelli      |
|    | Italia (bandiera) | P     | Silvano Piancastelli |
|    | Italia (bandiera) | A     | Scappi               |
|    | Italia (bandiera) | C     | Mario Scardoni       |
|    | Italia (bandiera) | C     | Franco Sodero        |
|    | Italia (bandiera) | A     | Narciso Taffarello   |
|    | Italia (bandiera) | D     | Romolo Tuci          |
|    | Italia (bandiera) | C     | Ettore Venturelli    |